# Мийка (село)
Мийка ( до 2025 Мойка)— село в Україні, у Краснокутській селищній громаді Богодухівського району Харківської області. Населення становить 37 осіб. До 2020 орган місцевого самоврядування — Каплунівська сільська рада.

## Географія
Село Мийка знаходиться на березі річки Хухра, вище за течією на відстані 1 км розташоване село Каплунівка, нижче за течією примикає село Сонячне (Сумська область). На річці велика загата.

## Історія
12 червня 2020 року, розпорядженням Кабінету Міністрів України № 725-р «Про визначення адміністративних центрів та затвердження територій територіальних громад Харківської області», увійшло до складу Краснокутської селищної громади.
19 липня 2020 року, в результаті адміністративно-територіальної реформи та ліквідації Краснокутського району, село увійшло до складу Богодухівського району.
22 червня 2023 року рішенням №230 Національної комісії зі стандартів державної мови віднесено до списку населених пунктів, які «можуть не відповідати лексичним нормам української мови», зокрема стосуватися «російської імперської чи колоніальної політики». Громаді рекомендовано обґрунтувати доцільність збереження поточної назви або запропонувати нову назву в установленому законодавством порядку.
5 червня 2025 року Постановою Верховної Ради України № 4483-ІХ «Про перейменування окремих населених пунктів, назви яких містять символіку російської імперської політики або не відповідають стандартам державної мови» село Мойка перейменовано на Мийка. 18 червня 2025 року перейменування набуло чинності.